# Oulu Northern Lights 2022
Questa voce raccoglie le informazioni riguardanti gli Oulu Northern Lights nelle competizioni ufficiali della stagione 2022.

## Maschile

### II-divisioona 2022

#### Stagione regolare
| Oulu 12 giugno 2022, ore 12:30 2ª giornata | Oulu Northern Lights | 31 – 14 | Rovaniemi Nordmen | Castrenin urheilukeskus |

| Oulu 19 giugno 2022, ore 18:30 3ª giornata | Oulu Northern Lights | 17 – 14 | Karleby Goats | Castrenin urheilukeskus |

| Iisalmi 2 luglio 2022, ore 16:00 Recupero 1ª giornata | Milky City Farmers | 3 – 34 | Oulu Northern Lights |  |

| Seinäjoki 10 luglio 2022, ore 17:00 4ª giornata | Seinäjoki Gators | 14 – 31 | Oulu Northern Lights | Wirokit Stadion |

| Oulu 23 luglio 2022, ore 12:30 6ª giornata | Oulu Northern Lights | 28 – 12 | Mikkeli Bouncers | Castrenin urheilukeskus |

| Pirkkala 30 luglio 2022, ore 16:00 7ª giornata | Pirkkala Spartans | 36 – 32 | Oulu Northern Lights | Pirkkalan keskuskenttä |

#### Playoff
| Oulu 7 agosto 2022, ore 12:30 Quarti di finale | Oulu Northern Lights | 27 – 18 | East City Giants | Castrenin urheilukeskus |

| Oulu 14 agosto 2022, ore 12:30 Semifinale | Oulu Northern Lights | 50 – 56 (d.t.s.) | Helsinki Wolverines Blue | Castrenin urheilukeskus |

### Statistiche di squadra
| Competizione      | %Vittorie | In casa | In casa | In casa | In casa | In casa | In casa | In trasferta | In trasferta | In trasferta | In trasferta | In trasferta | In trasferta | Totale | Totale | Totale | Totale | Totale | Totale |
| Competizione      | %Vittorie | G       | V       | N       | P       | Pf      | Ps      | G            | V            | N            | P            | Pf           | Ps           | G      | V      | N      | P      | Pf     | Ps     |
| ----------------- | --------- | ------- | ------- | ------- | ------- | ------- | ------- | ------------ | ------------ | ------------ | ------------ | ------------ | ------------ | ------ | ------ | ------ | ------ | ------ | ------ |
| Stagione regolare | .833      | 3       | 3       | 0       | 0       | 76      | 40      | 3            | 2            | 0            | 1            | 97           | 53           | 6      | 5      | 0      | 1      | 173    | 93     |
| Playoff           | .500      | 2       | 1       | 0       | 1       | 77      | 74      | 0            | 0            | 0            | 0            | 0            | 0            | 2      | 1      | 0      | 1      | 77     | 74     |
| Totale            | .750      | 5       | 4       | 0       | 1       | 153     | 114     | 3            | 2            | 0            | 1            | 97           | 53           | 8      | 6      | 0      | 2      | 250    | 167    |

## Femminile

### Naisten I-divisioona 2022

#### Stagione regolare
| Oulu 22 maggio 2022, ore 12:30 1ª giornata | Oulu Northern Lights | 28 – 0 | Kotka Eagles | Castrenin urheilukeskus |

| Helsinki 11 giugno 2022, ore 15:00 3ª giornata | Helsinki Roosters | 0 – 58 | Oulu Northern Lights | Velodromo di Helsinki |

| Vaasa 18 giugno 2022, ore 15:00 4ª giornata | Wasa Royals | 0 – 60 | Oulu Northern Lights | Kaarlen kenttä |

| Oulu 9 luglio 2022, ore 12:30 6ª giornata | Oulu Northern Lights | 48 – 0 | Helsinki Wolverines Blue | Castrenin urheilukeskus |

| Oulu 16 luglio 2022, ore 18:30 7ª giornata | Oulu Northern Lights | 55 – 6 | Jyväskylä Jaguars | Castrenin urheilukeskus |

#### Playoff
| Oulu 20 agosto 2022, ore 12:30 Semifinale | Oulu Northern Lights | 24 – 0 | Jyväskylä Jaguars | Castrenin urheilukeskus |

| Oulu 27 agosto 2022, ore 18:30 Finale | Oulu Northern Lights | 34 – 6 | Kotka Eagles | Castrenin urheilukeskus |

### Statistiche di squadra
| Competizione      | %Vittorie | In casa | In casa | In casa | In casa | In casa | In casa | In trasferta | In trasferta | In trasferta | In trasferta | In trasferta | In trasferta | Totale | Totale | Totale | Totale | Totale | Totale |
| Competizione      | %Vittorie | G       | V       | N       | P       | Pf      | Ps      | G            | V            | N            | P            | Pf           | Ps           | G      | V      | N      | P      | Pf     | Ps     |
| ----------------- | --------- | ------- | ------- | ------- | ------- | ------- | ------- | ------------ | ------------ | ------------ | ------------ | ------------ | ------------ | ------ | ------ | ------ | ------ | ------ | ------ |
| Stagione regolare | 1.000     | 3       | 3       | 0       | 0       | 131     | 6       | 2            | 2            | 0            | 0            | 118          | 0            | 5      | 5      | 0      | 0      | 249    | 6      |
| Playoff           | 1.000     | 2       | 2       | 0       | 0       | 58      | 6       | 0            | 0            | 0            | 0            | 0            | 0            | 2      | 2      | 0      | 0      | 58     | 6      |
| Totale            | 1.000     | 5       | 5       | 0       | 0       | 189     | 12      | 2            | 2            | 0            | 0            | 118          | 0            | 7      | 7      | 0      | 0      | 307    | 12     |